# Menesia sexvittata
Menesia sexvittata là một loài bọ cánh cứng trong họ Cerambycidae.